# Сергеев, Александр Петрович
Алекса́ндр Петро́вич Серге́ев (род. 29 декабря 1953, Калининская область) — советский и российский учёный-правовед, доктор юридических наук, профессор.

## Биография
Родился в 1953 году в Калининской области. В 1979 году окончил юридический факультет Ленинградского государственного университета, после чего два года обучался в аспирантуре по кафедре гражданского права.
В период 1981—1984 годов — ассистент, с 1985 по 1991 годы — доцент, с 1992 по 2006 профессор кафедры гражданского права ЛГУ, также в этот период занимал должность заведующего кафедрой. C 2006 по 2015 год работал в качестве профессора и заведующего кафедрой гражданского права юридического факультета СПбГЭУ (ФИНЭК). С 2015 года по 1 сентября 2018 года работал в качестве профессора и заведующего кафедрой гражданского права и процесса юридического факультета Санкт-Петербургского филиала Высшей школы экономики. С 1 сентября 2018 года работает в качестве профессора кафедры гражданского права и процесса там же.
С 2006 года занимает должность советника международной юридической компании DLA Piper.
В 1987—1991 годах — депутат Василеостровского райсовета Ленинграда.
Выступал в качестве эксперта и представителя в Конституционном Суде РФ, Верховном Суде РФ и Высшем Арбитражном Суде РФ, а также в судах иностранных государств и международных коммерческих арбитражах.
Участвовал в подготовке и экспертизе проектов законов Российской Федерации, включая Гражданский кодекс РФ, а также законов и подзаконных актов Санкт-Петербурга.
Является членом ряда научно-консультационных и редакционных советов, с 2000 по 2010 год был членом экспертного совета Высшей аттестационной комиссии РФ, был членом Комиссии по помилованию при губернаторе Санкт-Петербурга.
С 1997 по 2007 год являлся президентом Международного коммерческого арбитража (Санкт-Петербург), позднее стал судьёй МКАС при ТПП Российской Федерации и ряда других третейских судов.
Женат, имеет двоих детей.

## Научная деятельность
В 1982 году защитил кандидатскую диссертацию по теме «Правовой режим бесхозяйного и бесхозяйственного содержимого имущества». В 1990 году защитил докторскую диссертацию по теме «Гражданско-правовая охрана культурных ценностей в СССР».
Является автором свыше 200 научных работ, в том числе 19 монографий и учебников по проблемам гражданского права и права интеллектуальной собственности.
Соавтор и редактор 3-х томного учебника «Гражданское право», который неоднократно издавался в 1995—2007 годах и в котором Сергеев написал 16 глав. В 1999 году авторский коллектив учебника награждён первой премией Ассоциации юридических вузов и факультетов за создание лучшего в России учебника для юридических вузов, а в 2002 году — премией Правительства РФ в области образования.
Соавтор и редактор 3-х томного комментария к Гражданскому кодексу Российской Федерации (2002—2008), в котором является он автором комментария к 17 главам Гражданского кодекса РФ.
Соавтор и редактор 3-х томного учебника «Гражданское право» (2008—2009; 2015—2017), в котором им написано 20 глав.
Соавтор и редактор 4-х томного комментария к Гражданскому кодексу Российской Федерации (2009—2010; 2015—2017), в котором он является автором комментария к 14 главам Гражданского кодекса РФ.
Под научным руководством Сергеева защищены 32 кандидатская и 2 докторских диссертации.

## Основные труды
- Патентное право: Учебное пособие для студентов юридических вузов и факультетов. — М.: Бек, 1994. — 202 с.
- Мэггс П. Б., Сергеев А. П. Интеллектуальная собственность / Пер. с англ. Л. А. Нежинской. — М.: Юрист, 2000. — 396 с. — ISBN 5797503336.
- Право интеллектуальной собственности в Российской Федерации: Учеб. — 2-е изд., перераб. и доп. — М.: Проспект, 2004. — 752 с. — ISBN 5980323198.

## Награды
Удостоен ордена Дружбы (2005), медали «В память 300-летия Санкт-Петербурга» (2003), медали Анатолия Кони (2004).
В 1996 году был признан лучшим юристом Санкт-Петербурга и удостоен премии «За успехи в юридической науке».